# Craterostigma hirsutum
Craterostigma hirsutum är en tvåhjärtbladig växtart som beskrevs av Spencer Le Marchant Moore. Craterostigma hirsutum ingår i släktet Craterostigma och familjen Linderniaceae. Inga underarter finns listade i Catalogue of Life.